# 陳德聚堂
陳德聚堂，又名陳氏宗祠，位於臺灣臺南市中西區，是建於明鄭永曆年間的宗祠，過去曾稱為「統領府」，其旁邊的巷子因而稱作「統領巷」。
陳德聚堂原為東寧總制使統領右先鋒陳澤府邸，清治時期陳氏後人修建改為陳氏家廟，日治時期改為祭祀公業後，現則作為全臺陳姓大宗祠所在地，其建築曾被指定為中華民國三級古蹟，現為臺南市之直轄市定古蹟。

## 沿革
陳德聚堂建立於明鄭永曆年間，約有300多年歷史。陳德聚堂的由來有兩種說法，一說為鄭成功部屬統領右先鋒陳澤府邸，另一說為東寧總制使陳永華府邸，以前者史證較強。成功大學歷史學系教授黃典權指出陳德聚堂牌位將陳澤、陳永華混為一人，是大約百年前誤認祖先之故。1910年的《漳州海澄陳氏世系》中即寫說「澤公，字永華」，而《陳氏家譜》中，則將澤公名字右方用鉛筆寫上「永華」兩字。又《島嶼DNA》〈陳澤與陳永華（之二）〉一文指出陳德聚堂內供奉開漳聖王，而陳澤是漳州海澄霞寮人，陳永華則是泉州同安人，故陳德聚堂顯然應為陳澤故居，過去神龕中的主要牌位曾將陳澤與陳永華混成一個人物，陳德聚堂管理委員會因而考慮更正。
清廷治臺後，陳氏後人於康熙三十二年（1693年）修建改為陳氏家廟「德聚堂」，後在1713年和1868年曾進行重修工程，光緒二十一年（1895年）乙未割台時，陳德聚堂曾被日軍佔有作為軍隊（憲兵隊）的房舍，導致原奉堂之陳氏祖先牌位被迫遷往三老爺宮，後經溝通後獲允取回祠堂，各房祖先牌位再晉家廟奉祀。

## 建築設計
陳德聚堂坐東朝西，中央面寬三開間，兩側有廂房。中軸線上依序有正門、中庭、拜殿與正殿，正門入口為內凹型式。而在正殿兩邊牆上，有陳玉峰所繪製的壁畫，正殿則供奉穎川陳氏祖宗牌位，並設有康熙卅二年（1693年）的「翰藻生華」，故能推測陳德聚堂可能是在此年改成家廟。「陳德聚堂神荼鬱壘門神彩繪」指定為古物。

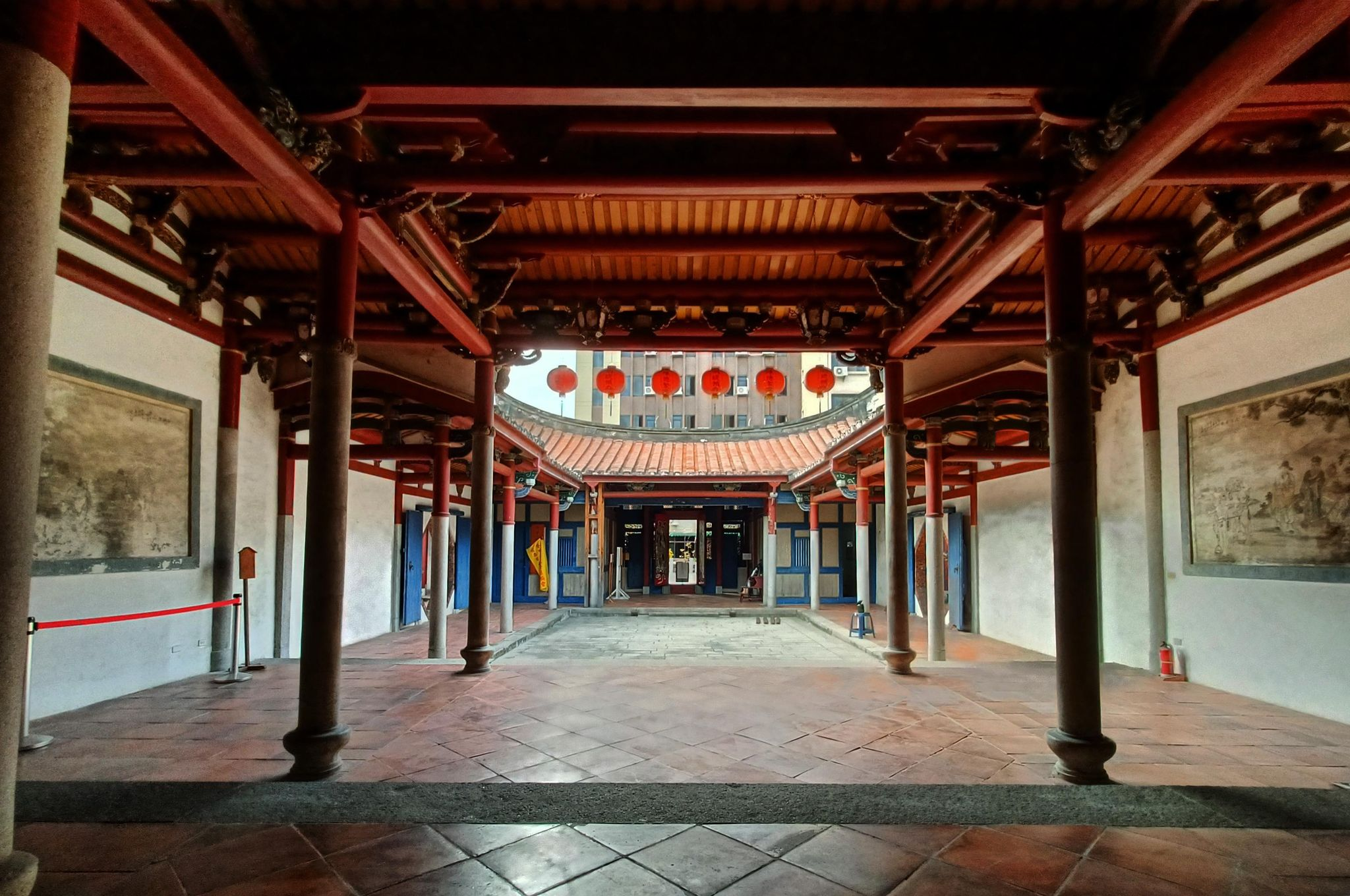
中庭
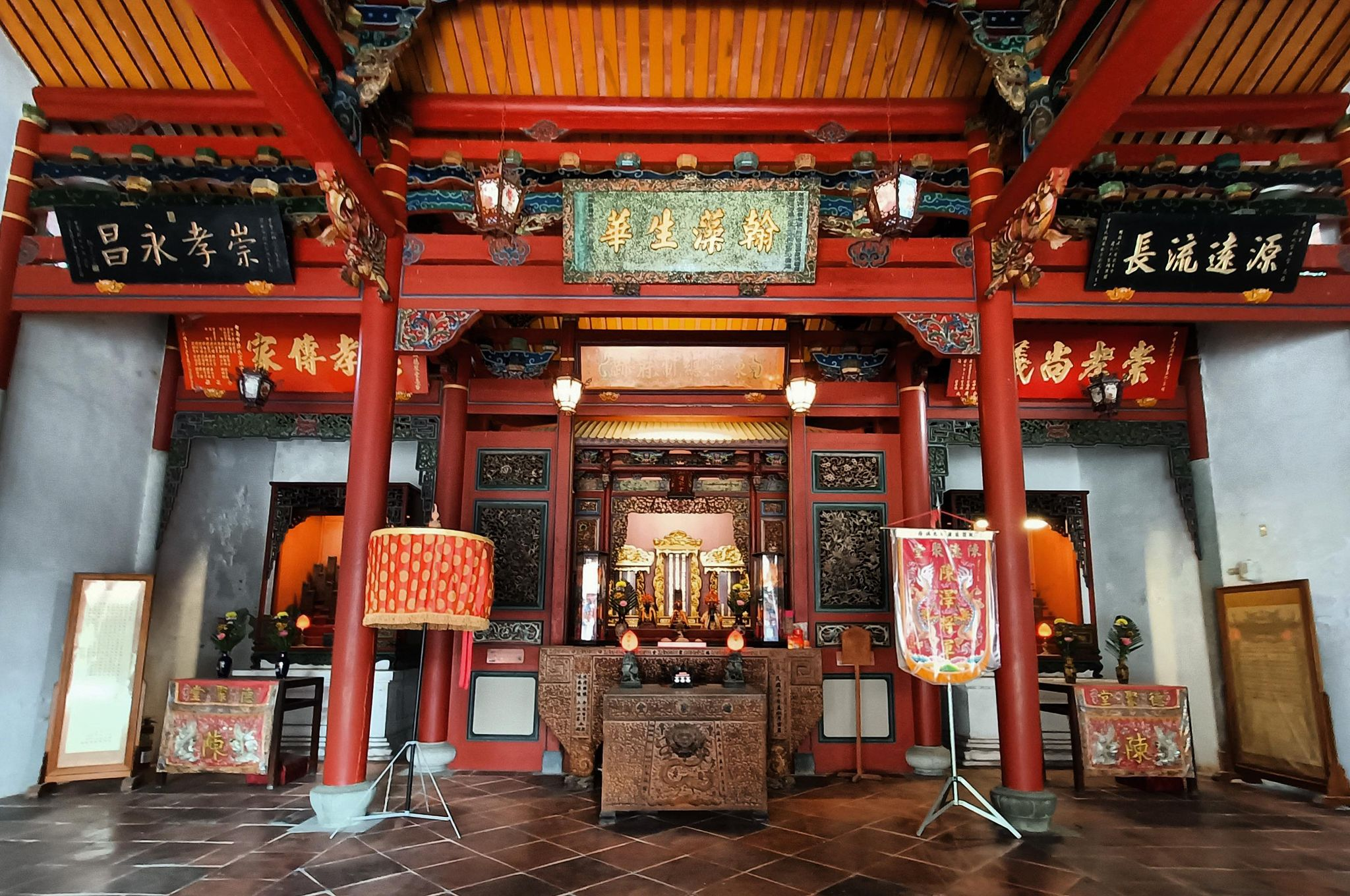
內堂
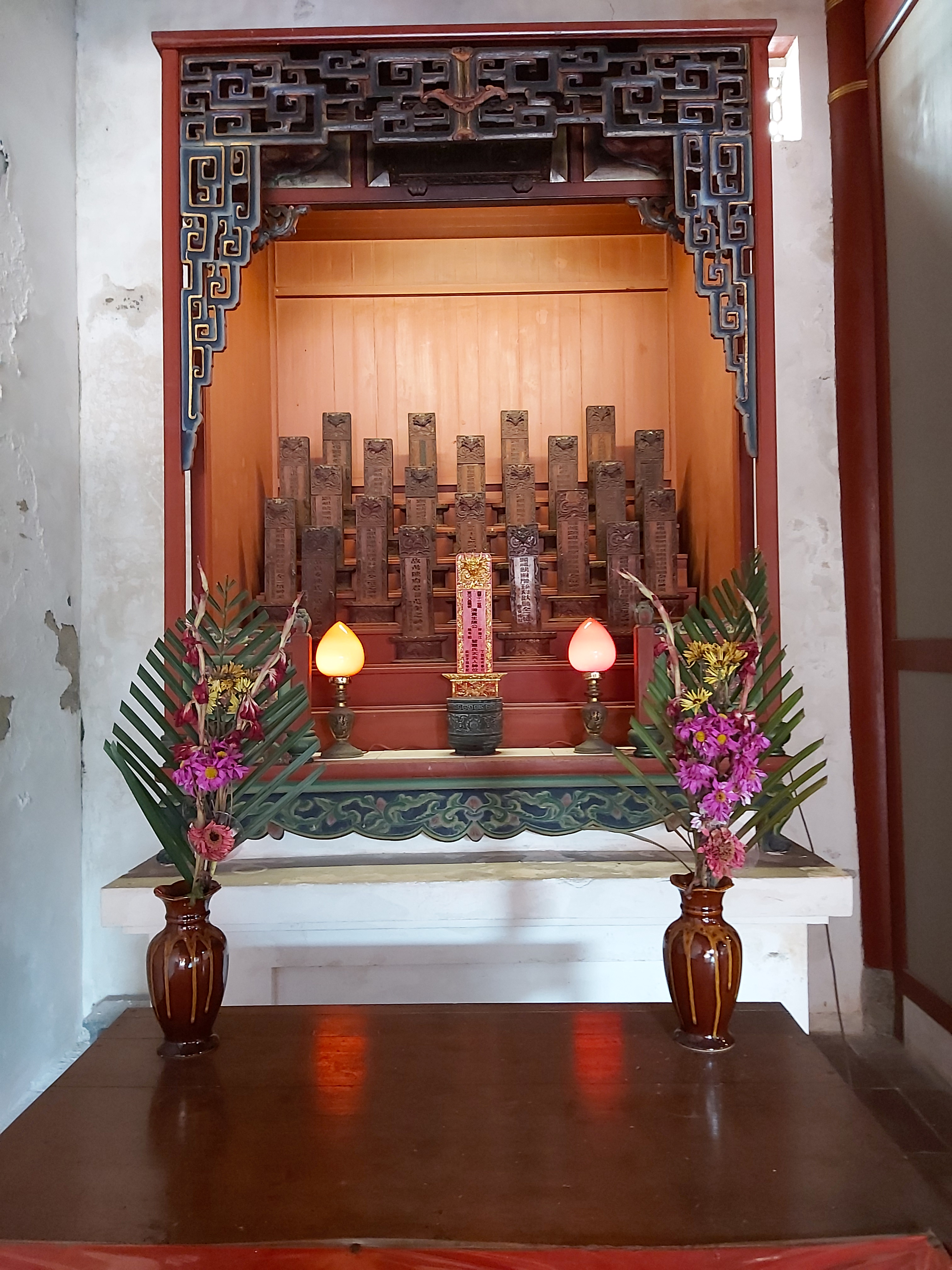
虎邊龕祖先牌位
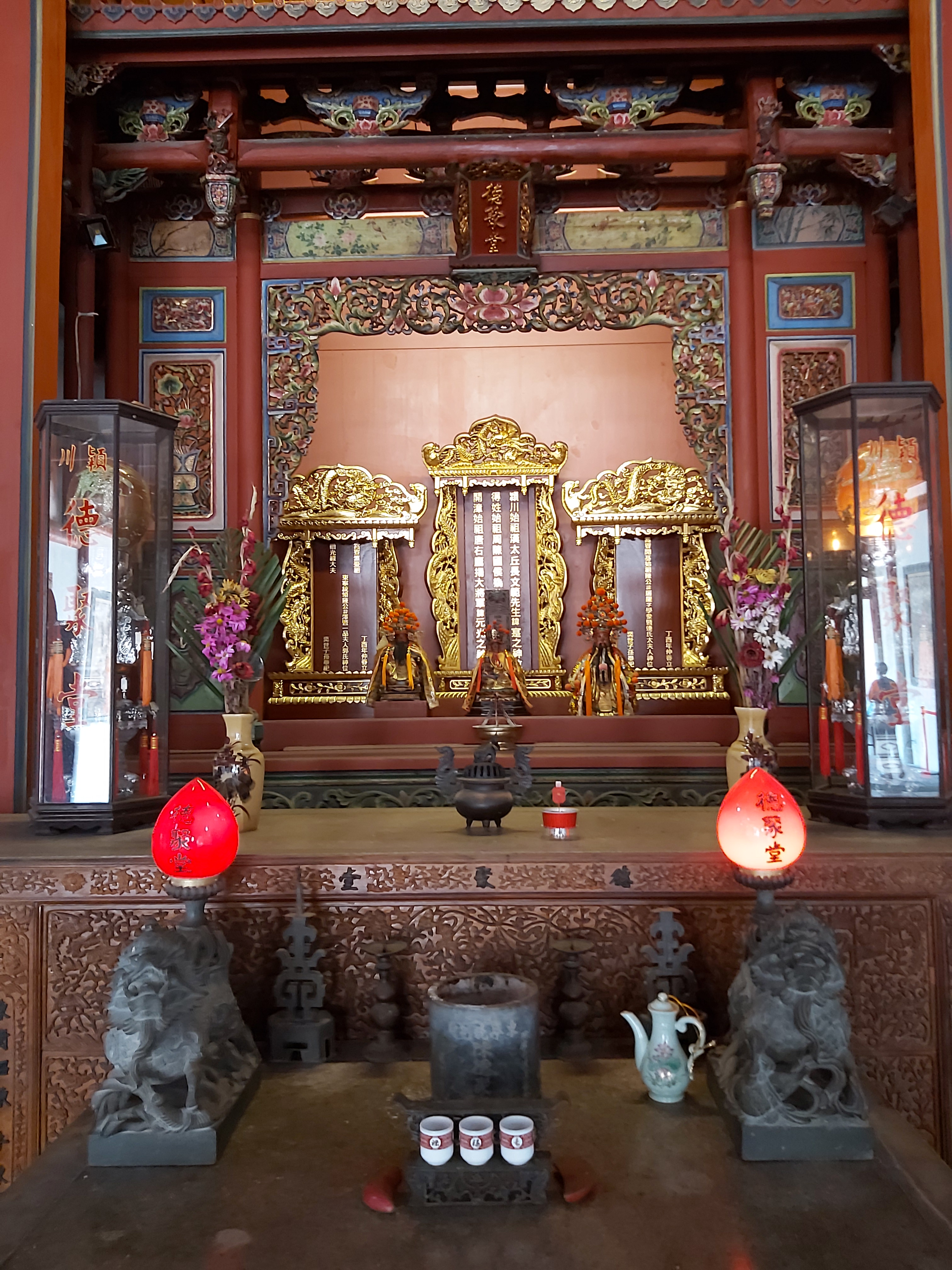
中央龕祖先牌位
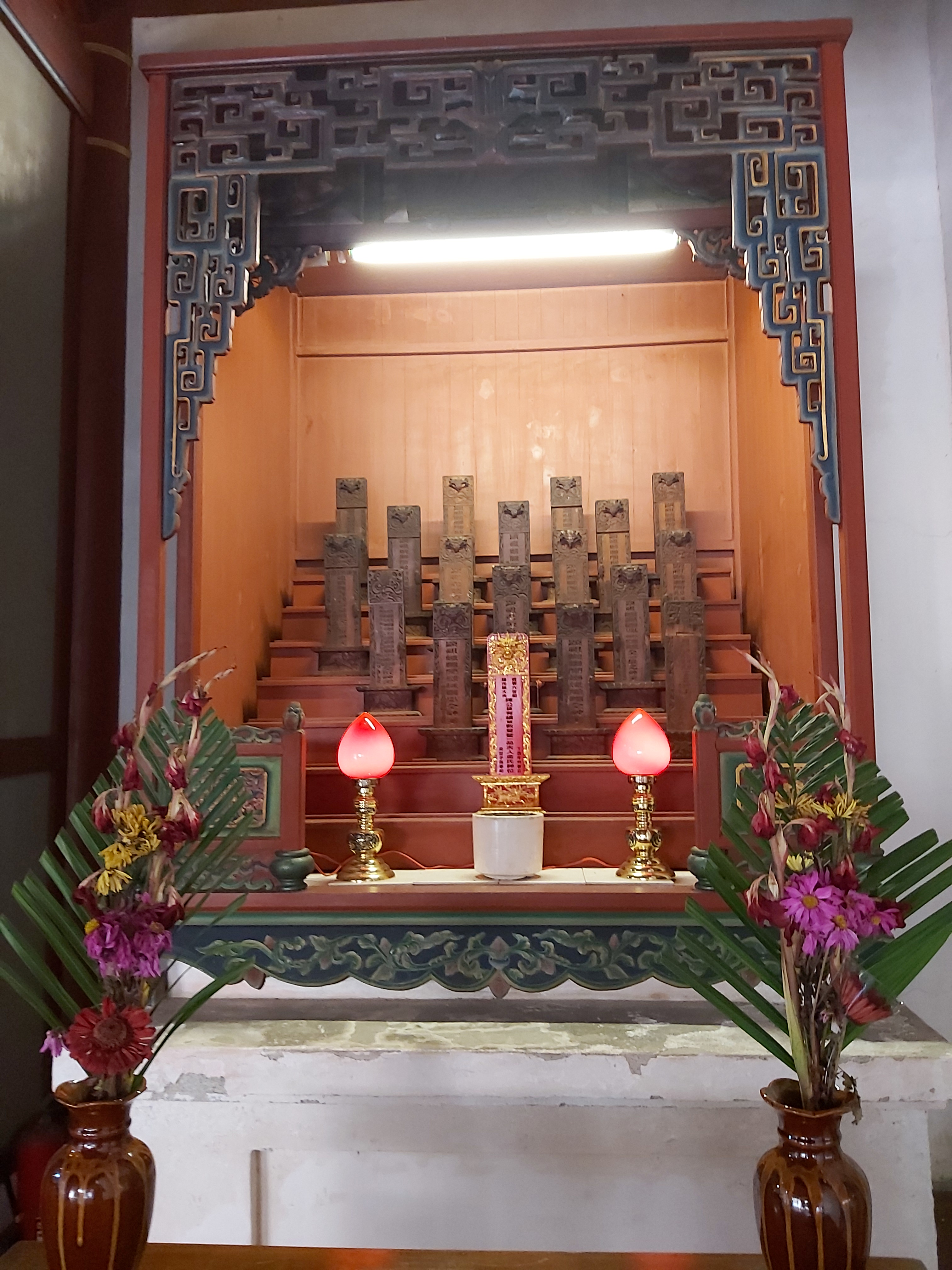
龍邊龕祖先牌位
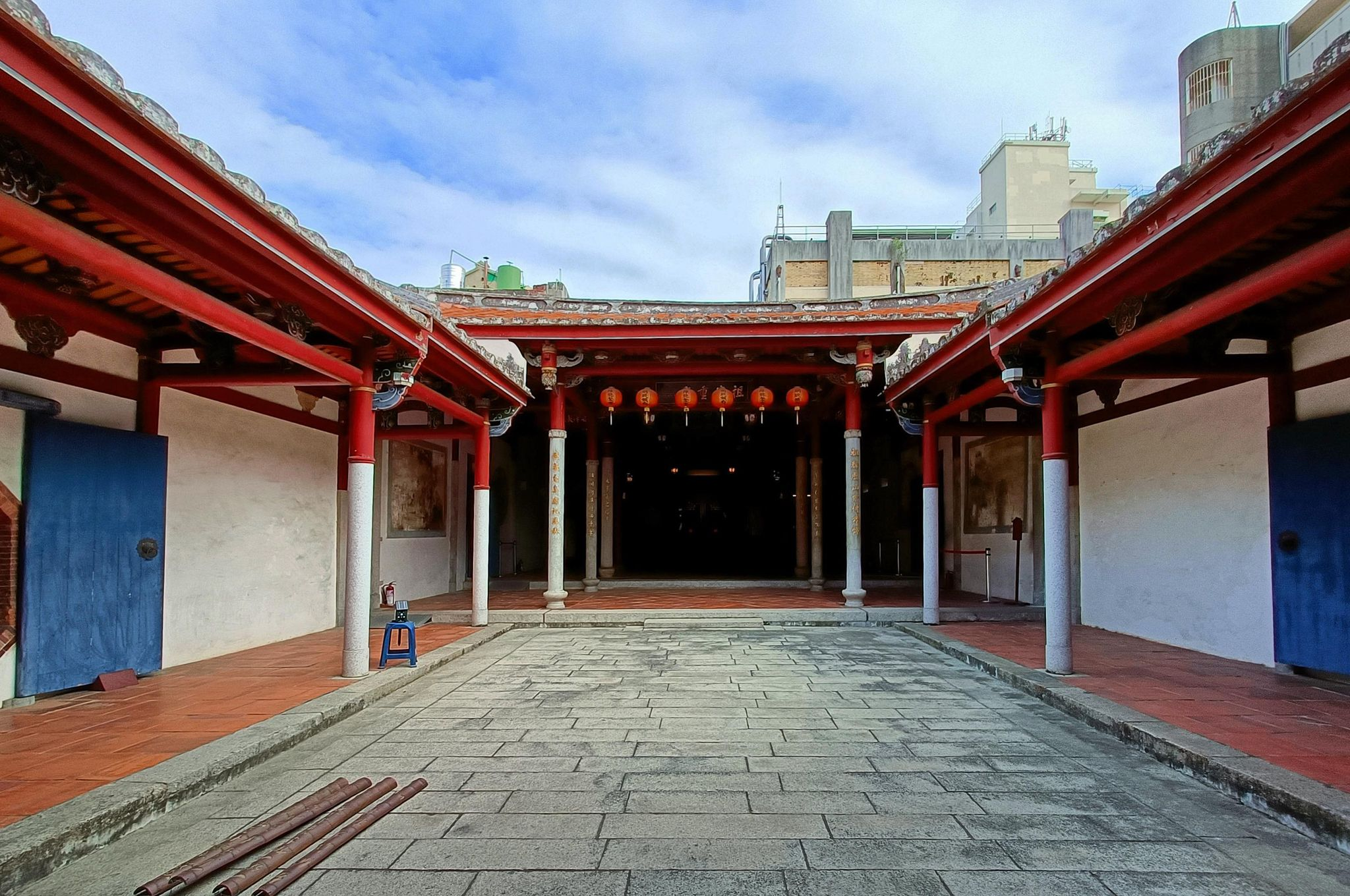
正殿